# Morebilus
Genre
Morebilus est un genre d'araignées aranéomorphes de la famille des Trachycosmidae.

## Distribution
Les espèces de ce genre sont endémiques d'Australie.

## Description
Les mâles mesurent de 10 à 16 mm et les femelles de 10 à 24 mm.

## Liste des espèces
Selon World Spider Catalog (version 23.0, 16/01/2022) :
- Morebilus blackdown Platnick, 2002
- Morebilus coolah Platnick, 2002
- Morebilus diversus (L. Koch, 1875)
- Morebilus fitton Platnick, 2002
- Morebilus flinders Platnick, 2002
- Morebilus fumosus (L. Koch, 1876)
- Morebilus gammon Platnick, 2002
- Morebilus gramps Platnick, 2002
- Morebilus graytown Platnick, 2002
- Morebilus nipping Platnick, 2002
- Morebilus plagusius (Walckenaer, 1837)
- Morebilus swarbrecki (Dunn & Dunn, 1946)
- Morebilus tambo Platnick, 2002

## Systématique et taxinomie
Ce genre a été décrit par Platnick en 2002 dans les Trochanteriidae. Il est placé dans les Trachycosmidae par Azevedo, Bougie, Carboni, Hedin et Ramírez en 2022.

## Publication originale
- Platnick, 2002 : « A revision of the Australasian ground spiders of the families Ammoxenidae, Cithaeronidae, Gallieniellidae, and Trochanteriidae (Araneae: Gnaphosoidea). » Bulletin of the American Museum of Natural History, no 271, p. 1-243 (texte intégral).